# Jessica Clark
Jessica Clark (21 de abril de 1985) es una actriz británica de origen inglés, irlandés, india, y nigeriana. Jessica creció en Londres. A los 16 años, ganó un concurso de modelaje nacional, y firmó con modelos 1. La elección inicial de combinar el modelado con sus estudios, Clark asistió a la London School of Economics como pregrado ley con la intención de seguir una carrera en derecho.
Sin embargo, el éxito de su carrera como modelo la llevó a dejar el programa después de 18 meses y pasar primero a París y luego un año más tarde a Nueva York. Jessica ha trabajado con clientes tan notables como Hermes, Redken, y L'Oreal. Ella también ha aparecido en revistas como Vogue, Elle, Marie Claire y Jalouse. Ella desfila por la pasarela para diseñadores como Hermes, Bottega Venetta y Matthew Williamson.
Mientras vivía en Nueva York Jessica se formó como actriz y en 2011 se trasladó a Los Ángeles, donde ha tenido éxito en la televisión y el cine independiente. Jessica fue contratada por la Agencia Marilyn NY y continúa modelando, para la revista Vogue India.
Tuvo un papel central en la película A Perfect Ending, una película lésbica de 2012 dirigida por Nicole Conn. Ella interpretó a la diosa vampírica de ficción Lilith en True Blood. Ella apareció en la portada de la edición de octubre de 2012 de la revista Vogue India. y también tuvo un papel central en el thriller   satírico Pocket Listing de 2014 .
Clark es abiertamente lesbiana. Ella es conocida como uno de los anfitriones del Vlog Lesbian love, en Afterellen.com. 

## Premios
Jessica recibió un premio New Now Next (2009) en la categoría Cause You're Hot.

## Vida personal
Durante el año 2010, Jessica Clark, se declaró lesbiana.
Jessica se casó a los 25 años, con su novia Lacey Stone. Durante todo llevaban un buen romance en su matrimonio por 3 años y sin tener hijos. Jessica y Lacey se divorciaron en el año 2012.

## Filmografía

### Cine
| Año  | Título           | Personaje   | Notas           |
| ---- | ---------------- | ----------- | --------------- |
| 2010 | Sara             | Lexus       |                 |
| 2012 | State of Georgia | Natalia     |                 |
| 2012 | Chemistry        | Chantal     |                 |
| 2012 | A Perfect Ending | Paris       | Film Television |
| 2014 | Pocket Listing   | Lana Hunter | Posproducción   |

### Televisión
| Año  | Serie                | Rol                   | Notas                  |
| ---- | -------------------- | --------------------- | ---------------------- |
| 2012 | True Blood           | Lillith               | Episodio: "9 Episodios |
| 2013 | True Blood           | Lillith               | Episodio: "9 Episodios |
| 2004 | MTV of Burn by Usher | Protagonista femenina | Vídeo musical          |